# Cairo Challenger 1999
Il Cairo Challenger 1999 è stato un torneo di tennis facente parte della categoria ATP Challenger Series nell'ambito dell'ATP Challenger Series 1999. Il torneo si è giocato a Il Cairo in Egitto dal 18 al 24 ottobre 1999 su campi in terra rossa.

## Vincitori

### Singolare
Karim Alami ha battuto in finale  Christophe Rochus con il punteggio di 6–3, 6–1

### Doppio
Juan Ignacio Carrasco /  Jairo Velasco, Jr. hanno battuto in finale  Álex López Morón /  Albert Portas con il punteggio di 6–7, 6–4, 7–6